# World Badminton Grand Prix 2005
Der World Badminton Grand Prix 2005 war die 23. Auflage des World Badminton Grand Prix. Die Turnierserie bestand aus 18 internationalen Meisterschaften. Die für Dezember in Lucknow als 19. Turnier angesetzten India Open wurden abgesagt. Zum Abschluss der Serie wurde ein World Cup genanntes Finale ausgetragen.

## Austragungsorte
| Veranstaltung                 | Ort              | Preisgeld    | IBF-Wertungskategorie | Datum         |
| ----------------------------- | ---------------- | ------------ | --------------------- | ------------- |
| Korea Open                    | Incheon          | 250.000 US $ | 6 Sterne              | 25.–30.01.    |
| German Open                   | Mülheim          | 80.000 US $  | 3 Sterne              | 28.02.–05.03. |
| All England                   | Birmingham       | 125.000 US $ | 4 Sterne              | 08.–13.03.    |
| Swiss Open                    | Basel            | 80.000 US $  | 3 Sterne              | 15.–20.03.    |
| Thailand Open                 | Bangkok          | 80.000 US $  | 3 Sterne              | 29.03.–03.04. |
| Japan Open                    | Tokio            | 180.000 US $ | 5 Sterne              | 05.–10.04.    |
| Singapur Open                 | Singapur         | 170.000 US $ | 5 Sterne              | 27.06.–03.07. |
| Malaysia Open                 | Kuala Lumpur     | 120.000 US $ | 4 Sterne              | 05.–10.07.    |
| New Zealand Open              | Auckland         | 30.000 US $  | 1 Stern               | 23.–28.08.    |
| China Masters                 | Peking           | 250.000 US $ | 6 Sterne              | 29.08.–04.09. |
| Russian Open                  | Wladiwostok      | 30.000 US $  | 1 Stern               | 30.08.–02.09. |
| Indonesia Open                | Surabaya         | 250.000 US $ | 6 Sterne              | 19.–25.09.    |
| Thessaloniki World Grand Prix | Thessaloniki     | 50.000 US $  | 2 Sterne              | 26.09.–02.10. |
| Bitburger Open                | Saarbrücken      | 30.000 US $  | 1 Sterne              | 4.–9.10.      |
| Dutch Open                    | ’s-Hertogenbosch | 50.000 US $  | 2 Sterne              | 11.–16.10.    |
| Denmark Open                  | Aarhus           | 170.000 US $ | 5 Sterne              | 18.–23.10.    |
| Hong Kong Open                | Hongkong         | 250.000 US $ | 6 Sterne              | 31.10.–06.11. |
| China Open                    | Guangzhou        | 250.000 US $ | 6 Sterne              | 08.–13.11.    |
| Chinese Taipei Open           | Taipeh           | 80.000 US $  | 3 Sterne              | 15-.20.11.    |
| India Open                    | Lucknow          | 30.000 US $  | 1 Stern               | 14.–18.12.    |
| World Cup                     | Yiyang           | 250.000 US $ | -                     | 15.–18.12.    |

## Die Sieger
| Veranstaltung       | Herreneinzel           | Dameneinzel         | Herrendoppel                         | Damendoppel                       | Mixed                                   |
| ------------------- | ---------------------- | ------------------- | ------------------------------------ | --------------------------------- | --------------------------------------- |
| Korea Open          | Peter Gade             | Jun Jae-youn        | Jens Eriksen Martin Lundgaard Hansen | Lee Kyung-won Lee Hyo-jung        | Lee Jae-jin Lee Hyo-jung                |
| German Open         | Lin Dan                | Xie Xingfang        | Fu Haifeng Cai Yun                   | Gao Ling Huang Sui                | Lee Jae-jin Lee Hyo-jung                |
| All England         | Chen Hong              | Xie Xingfang        | Cai Yun Fu Haifeng                   | Gao Ling Huang Sui                | Nathan Robertson Gail Emms              |
| Swiss Open          | Muhammad Hafiz Hashim  | Pi Hongyan          | Candra Wijaya Sigit Budiarto         | Lee Kyung-won Lee Hyo-jung        | Nathan Robertson Gail Emms              |
| Thailand Open       | Muhammad Hafiz Hashim  | Yao Jie             | Jung Jae-sung Lee Jae-jin            | Lee Kyung-won Lee Hyo-jung        | Lee Jae-jin Lee Hyo-jung                |
| Japan Open          | Lin Dan                | Zhang Ning          | Jens Eriksen Martin Lundgaard Hansen | Yang Wei Zhang Jiewen             | Sudket Prapakamol Saralee Thungthongkam |
| Singapur Open       | Taufik Hidayat         | Zhang Ning          | Candra Wijaya Sigit Budiarto         | Zhang Dan Zhang Yawen             | Zhang Jun Gao Ling                      |
| Malaysia Open       | Lee Chong Wei          | Zhang Ning          | Candra Wijaya Sigit Budiarto         | Yang Wei Zhang Jiewen             | Lee Jae-jin Lee Hyo-jung                |
| New Zealand Open    | Sairul Amar Ayob       | Adriyanti Firdasari | Boyd Cooper Travis Denney            | Rachel Hindley Rebecca Bellingham | Daniel Shirley Sara Runesten-Petersen   |
| China Masters       | Lin Dan                | Zhang Ning          | Guo Zhendong Xie Zhongbo             | Du Jing Yu Yang                   | Zhang Jun Gao Ling                      |
| Russia Open         | Stanislav Pukhov       | Nina Vislova        | Alexey Vasiliev Nikolaj Nikolaenko   | Nina Vislova Valeria Sorokina     | Sergey Lunev Evgeniya Dimova            |
| Indonesia Open      | Lee Hyun-il            | Wang Chen           | Markis Kido Hendra Setiawan          | Lee Kyung-won Lee Hyo-jung        | Nova Widianto Liliyana Natsir           |
| Thessaloniki WGP    | Niels Christian Kaldau | Xu Huaiwen          | Anthony Clark Robert Blair           | Gail Emms Donna Kellogg           | Anthony Clark Donna Kellogg             |
| Dutch Open          | Muhammad Hafiz Hashim  | Xu Huaiwen          | Choong Tan Fook Lee Wan Wah          | Mia Audina Lotte Bruil            | Robert Mateusiak Nadieżda Kostiuczyk    |
| Denmark Open        | Lee Chong Wei          | Pi Hongyan          | Chan Chong Ming Koo Kien Keat        | Kumiko Ogura Reiko Shiota         | Thomas Laybourn Kamilla Rytter Juhl     |
| Hong Kong Open      | Lin Dan                | Zhang Ning          | Fu Haifeng Cai Yun                   | Yang Wei Zhang Jiewen             | Xie Zhongbo Zhang Yawen                 |
| China Open          | Chen Hong              | Zhang Ning          | Candra Wijaya Sigit Budiarto         | Yang Wei Zhang Jiewen             | Nathan Robertson Gail Emms              |
| Chinese Taipei Open | Lee Hyun-il            | Tracey Hallam       | Tony Gunawan Halim Haryanto          | Chien Yu-chin Cheng Wen-hsing     | Tony Gunawan Cheng Wen-hsing            |
| India Open          | abgesagt               | abgesagt            | abgesagt                             | abgesagt                          | abgesagt                                |
| World Cup           | Lin Dan                | Xie Xingfang        | Cai Yun Fu Haifeng                   | Yang Wei Zhang Jiewen             | Xie Zhongbo Zhang Yawen                 |